# Kira Oboleńska

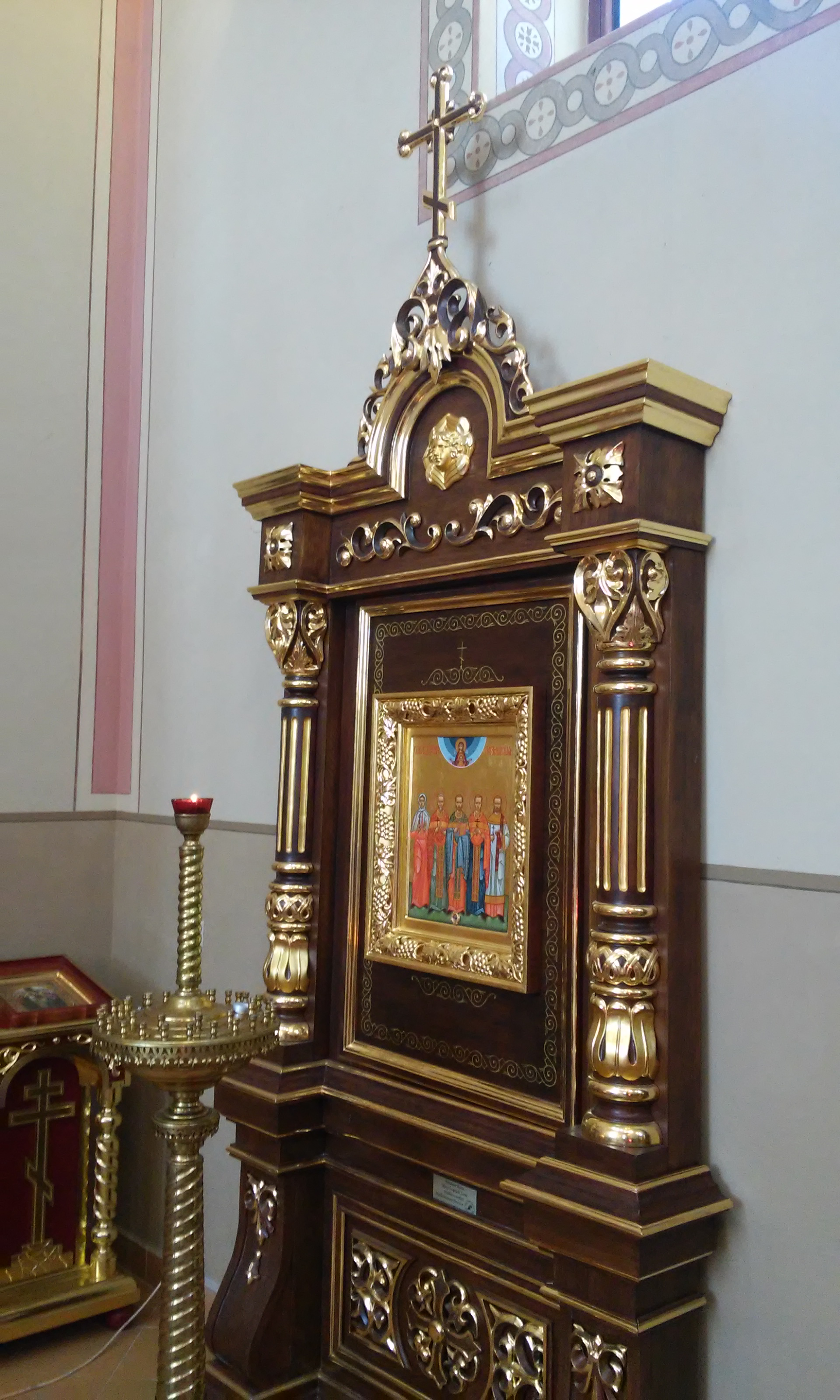
Ikona męczenników hrubieszowskich. Kira Oboleńska pierwsza z lewej

Kira Iwanowna Oboleńska (ur. 6 marca 1889 w Hrubieszowie, zm. 17 grudnia 1937 w Borowiczach) – święta prawosławna.

## Życiorys
Pochodziła z rodziny arystokratycznej. Jej ojciec, Iwan Oboleński, był zawodowym wojskowym, który przeszedł na własną prośbę do pracy urzędniczej i został w 1889 nominowany na naczelnika powiatu włodawskiego guberni siedleckiej Królestwa Polskiego. Jej matka, Jelizawieta, pochodziła z rodziny Olderogge. Kira Oboleńska miała braci Borysa, Wadima, Jerzego oraz Pawła, jak również jedną siostrę.
Jako dziesięcioletnia dziewczynka została oddana na naukę do Instytutu Smolnego, który ukończyła w 1904 ze srebrnym medalem. Natychmiast po ukończeniu szkoły podjęła pracę prywatnej nauczycielki w guberni siedleckiej, gdzie nadal mieszkała jej rodzina. Po dwóch latach razem z rodzicami przeniosła się do Petersburga, gdzie nadal pracowała jako nauczycielka. W 1910 została zatrudniona w szkole dla ubogich. Pracę tę wybrała świadomie, kierując się pobudkami religijnymi – pragnęła pomagać najuboższym.
W czasie I wojny światowej zginęli bracia Oboleńskiej – Borys i Wadim; trzeci, Jerzy, poległ, walcząc po stronie białych w rosyjskiej wojnie domowej, czwarty zaś zbiegł za granicę. Po śmierci ojca Kira Oboleńska została jedyną żywicielką rodziny, opiekunką chorych matki i siostry. Do 1930 pracowała w szkołach jako nauczycielka i bibliotekarka. 14 września tego roku została aresztowana pod zarzutem kontrrewolucji. W czasie przesłuchań kobieta twierdziła, że jest lojalną obywatelką radziecką i nie prowadzi działalności antypaństwowej. Podkreślała jedynie, że nie godzi się z oddzieleniem Rosyjskiego Kościoła Prawosławnego od państwa rosyjskiego. 15 stycznia 1931 została skazana na pięć lat łagru. Trafiła do obozu we wsi Ledianoje Pole, gdzie pracowała w szpitalu obozowym. W 1934 została przedterminowo zwolniona. Nie mogąc wrócić do Leningradu, gdzie zostawiła matkę i siostrę, osiadła w 1936 w Borowiczach, gdzie podjęła pracę nauczycielki języka niemieckiego.
21 października 1937 została aresztowana po raz drugi i oskarżona o członkostwo w organizacji kontrrewolucyjnej, której aktywistami mieli być głównie duchowni prawosławni. W czasie śledztwa, mimo tortur, Kira Oboleńska do końca zaprzeczała, jakoby prowadziła działalność antypaństwową. 10 grudnia 1937 trójka NKWD skazała ją na rozstrzelanie. W tym samym procesie na śmierć skazani zostali arcybiskup połocki Gabriel oraz inna późniejsza święta Katarzyna Arska. Wyrok został wykonany tydzień później. W 1958 Kira Oboleńska została całkowicie zrehabilitowana.
Kanonizowana jako nowomęczennica w 2003.